# Ski Classics
Ski Classics är ett världsmästerskap i långlopp i längdskidåkning med 35 professionella lag. Den fjortonde säsongen (2023/2024) ordnades 14 tävlingar vid 10 evenemang, många samlade både elit och motionärer till samma arena.

## Tävlingar
Ski Classics Champion (Gul väst)

Ski Classics gula väst Champion bärs av ledaren i Champion tävlingen i Ski Classics.
Ski Classics Sprint (Grön väst)

Ski Classics gröna väst Sprint bärs av ledande dam och herr i sprinttävlingen. Det finns 0–2 sprint att kämpa om i varje lopp. De sju snabbaste får poäng vid varje sprint. Den totala segraren är den med mest sprintpoäng efter säsongens slut.
Ski Classics Climb (Röd/svart rutig väst)

Ski Classics rutiga väst Climb bärs av den ledande dam och herr i bergspristävlingen. Det finns 0–2 bergspris per tävling och de sju snabbaste erhåller klättringspoäng som sedan summeras till en total segrare efter säsongens slut.
Ski Classics Youth (Rosa väst)

Ski Classics rosa väst Youth bärs av bäst placerade dam och herr 26 år eller yngre.
Ski Classics Pro Team Competition

Ski Classics bästa team vinner lagtävlingen.

## Säsong I 2010/11
| Lopp               | Distans | Land     | Segrare Herrar                     | Segrare Damer                          |
| ------------------ | ------- | -------- | ---------------------------------- | -------------------------------------- |
| Jizerská padesátka | 50km    | Tjeckien | Anders Aukland Team Xtra Personell | Sandra Hansson Team United Bakeries    |
| Marcialonga        | 70km    | Italien  | Jerry Ahrlin Team Xtra Personell   | Seraina Boner Engadin Skimarathon Team |
| König-Ludwig-Lauf  | 50km    | Tyskland | Jerry Ahrlin Team Xtra Personell   | Sandra Hansson Team United Bakeries    |
| Vasaloppet         | 90km    | Sverige  | Jörgen Brink Team United Bakeries  | Jenny Grip Team Exspirit               |
| Birkebeinerrennet  | 54km    | Norge    | Stanislav Řezáč Patria Direct Team | Seraina Boner Engadin Skimarathon Team |
| Norefjellrennet    | 60km    | Norge    | Anders Aukland Team Xtra Personell | Seraina Boner Engadin Skimarathon Team |

## Säsong II 2011/12
| Lopp               | Distans | Land     | Segrare Herrar                     | Segrare Damer                     |
| ------------------ | ------- | -------- | ---------------------------------- | --------------------------------- |
| Jizerská padesátka | 50km    | Tjeckien | Stanislav Řezáč Patria Direct Team | Sara Svendsen Team Xtra Personell |
| Marcialonga        | 70km    | Italien  | Jørgen Aukland Team Xtra Personell | Susanne Nyström Team Exspirit     |
| König-Ludwig-Lauf  | 50km    | Tyskland | Stanislav Řezáč Patria Direct Team | Susanne Nyström Team Exspirit     |
| Tartu Maraton      | 63km    | Estland  | Jörgen Brink Team United Bakeries  | Susanne Nyström Team Exspirit     |
| Vasaloppet         | 90km    | Sverige  | Jörgen Brink Team United Bakeries  | Vibeke Skofterud                  |
| Birkebeinerrennet  | 54km    | Norge    | Anders Aukland Team Xtra Personell | Seraina Boner Team Exspirit       |
| Vålådalen          | 50km    | Sverige  | Anders Aukland Team Xtra Personell | Seraina Boner Team Exspirit       |

## Säsong III 2012/13
| Lopp               | Distans | Land     | Segrare Herrar                                                        | Segrare Damer                           |
| ------------------ | ------- | -------- | --------------------------------------------------------------------- | --------------------------------------- |
| Jizerská padesátka | 50km    | Tjeckien | Anders Aukland Team Xtra Personell                                    | Valentyna Sjevtjenko Ixmind Racing Team |
| Marcialonga        | 70km    | Italien  | Jørgen Aukland Team Xtra Personell                                    | Seraina Boner Team Coop                 |
| König-Ludwig-Lauf  | 50km    | Tyskland | Jerry Ahrlin Team Xtra Personell                                      | Seraina Boner Team Coop                 |
| Vasaloppet         | 90km    | Sverige  | Jørgen Aukland Team Xtra Personell                                    | Laila Kveli Team Xtra Personell         |
| Birkebeinerrennet  | 54km    | Norge    | Anders Aukland Team Xtra Personell                                    | Seraina Boner Team Coop                 |
| Årefjällsloppet    | 75km    | Sverige  | Jørgen Aukland Team Xtra Personell Anders Aukland Team Xtra Personell | Seraina Boner Team Coop                 |

## Säsong IV 2013/14
| Lopp              | Distans | Land     | Segrare Herrar                          | Segrare Damer                         |
| ----------------- | ------- | -------- | --------------------------------------- | ------------------------------------- |
| La Diagonela      | 50 km   | Schweiz  | Rikard Tynell Team Tynell               | Seraina Boner Team Coop               |
| Marcialonga       | 70km    | Italien  | Simen Østensen Team Centric             | Julia Tikhonova Russian Marathon Team |
| König-Ludwig-Lauf | 50km    | Tyskland | Johan Kjølstad Team �United Bakeries    | Seraina Boner Team Coop               |
| Vasaloppet        | 90km    | Sverige  | John Kristian Dahl Team United Bakeries | Laila Kveli Team Centric              |
| Årefjällsloppet   | 75km    | Sverige  | Daniel Richardsson Helsinge Ski Team    | Charlotte Kalla                       |

## Säsong V 2014/15
| Lopp               | Distans | Land     | Segrare Herrar                         | Segrare Damer                           |
| ------------------ | ------- | -------- | -------------------------------------- | --------------------------------------- |
| La Sgambeda        | 35km    | Italien  | Anders Aukland Team Santander          | Seraina Boner Team Coop                 |
| Jizerská padesátka | 50km    | Tjeckien | Morten Eide Pedersen Team Coop         | Kateřina Smutná Team Santander          |
| La Diagonela       | 50 km   | Schweiz  | Øystein Pettersen Team United Bakeries | Masako Ishida Team United Bakeries      |
| Marcialonga        | 70km    | Italien  | Tord Asle Gjerdalen Team Santander     | Kateřina Smutná Team Santander          |
| König-Ludwig-Lauf  | 50km    | Tyskland | Petter Eliassen Team Leaseplan         | Britta Johansson Norgren Team SkiProAM  |
| Vasaloppet         | 90km    | Sverige  | Petter Eliassen Team Leaseplan         | Justyna Kowalczyk Russian Marathon Team |
| Birkebeinerrennet  | 54km    | Norge    | Petter Eliassen Team Leaseplan         | Therese Johaug                          |
| Årefjällsloppet    | 50km    | Sverige  | Petter Eliassen Team Leaseplan         | Seraina Boner Team Coop                 |

## Säsong VI 2015/16
| Lopp                   | Distans | Land      | Segrare Herrar                          | Segrare Damer                               |
| ---------------------- | ------- | --------- | --------------------------------------- | ------------------------------------------- |
| La Sgambeda            | 35km    | Italien   | John Kristian Dahl Team United Bakeries | Kateřina Smutná Team Santander              |
| Jizerská padesátka     | 50km    | Tjeckien  | Petter Eliassen Team Leaseplan          | Britta Johansson Norgren Lager 157 Ski Team |
| La Diagonela           | 50km    | Schweiz   | Petter Eliassen Team Leaseplan          | Britta Johansson Norgren Lager 157 Ski Team |
| Marcialonga            | 70km    | Italien   | Tord Asle Gjerdalen Team Santander      | Britta Johansson Norgren Lager 157 Ski Team |
| Kaiser Maximilian Lauf | 50km    | Österrike | Petter Eliassen Team Leaseplan          | Seraina Boner Team Exspirit                 |
| Toblach-Cortina        | 30km    | Italien   | Tord Asle Gjerdalen Team Santander      | Britta Johansson Norgren Lager 157 Ski Team |
| Vasaloppet             | 90km    | Sverige   | John Kristian Dahl Team United Bakeries | Kateřina Smutná Team Santander              |
| Birkebeinerrennet      | 54km    | Norge     | John Kristian Dahl Team United Bakeries | Seraina Boner Team Exspirit                 |
| Årefjällsloppet        | 55km    | Sverige   | Johan Kjølstad Team �United Bakeries    | Justyna Kowalczyk Team Santander            |

## Säsong VII 2016/17
| Lopp                   | Distans | Land      | Segrare Herrar                              | Segrare Damer                               |
| ---------------------- | ------- | --------- | ------------------------------------------- | ------------------------------------------- |
| Prologue               | 8km     | Schweiz   | Petter Eliassen Team Leaseplan              | Kateřina Smutná Team Santander              |
| La Sgambeda            | 35km    | Italien   | Tord Asle Gjerdalen Team Santander          | Britta Johansson Norgren Lager 157 Ski Team |
| Vasaloppet Kina        | 50km    | Kina      | Andreas Nygaard Team Santander              | Olga Rotcheva Russian Marathon Team         |
| Kaiser Maximilian Lauf | 50km    | Österrike | Andreas Nygaard Team Santander              | Kateřina Smutná Team Santander              |
| La Diagonela           | 50km    | Schweiz   | Ilya Chernousov Russian Marathon Team       | Kateřina Smutná Team Santander              |
| Marcialonga            | 70km    | Italien   | Tord Asle Gjerdalen Team Santander          | Kateřina Smutná Team Santander              |
| Toblach-Cortina        | 50km    | Italien   | Tord Asle Gjerdalen Team Santander          | Kateřina Smutná Team Santander              |
| Jizerská padesátka     | 50km    | Tjeckien  | Morten Eide Pedersen Team BN Bank           | Kateřina Smutná Team Santander              |
| Vasaloppet             | 90km    | Sverige   | John Kristian Dahl Team United Bakeries     | Britta Johansson Norgren Lager 157 Ski Team |
| Birkebeinerrennet      | 54km    | Norge     | Martin Johnsrud Sundby Team United Bakeries | Justyna Kowalczyk Team Santander            |
| Årefjällsloppet        | 55km    | Sverige   | Anders Aukland Team Santander               | Britta Johansson Norgren Lager 157 Ski Team |
| Reistadløpet           | 54km    | Norge     | Petter Eliassen Team Leaseplan              | Justyna Kowalczyk Team Santander            |
| Ylläs-Levi             | 70km    | Finland   | Petter Eliassen Team Leaseplan              | Kateřina Smutná Team Santander              |

## Säsong VIII 2017/18
| Lopp                   | Distans | Land      | Segrare Herrar                     | Segrare Damer                                    |
| ---------------------- | ------- | --------- | ---------------------------------- | ------------------------------------------------ |
| Pro Team Tempo         | 15km    | Schweiz   | Lager 157 Ski Team                 | Lager 157 Ski Team                               |
| La Sgambeda            | 35km    | Italien   | Andreas Nygaard Team Santander     | Britta Johansson Norgren Lager 157 Ski Team      |
| Kaiser Maximilian Lauf | 60km    | Österrike | Tord Asle Gjerdalen Team Santander | Britta Johansson Norgren Lager 157 Ski Team      |
| La Diagonela           | 65km    | Schweiz   | Tord Asle Gjerdalen Team Santander | Britta Johansson Norgren Lager 157 Ski Team      |
| Marcialonga            | 70km    | Italien   | Ilya Chernousov Bauer Ski Team     | Britta Johansson Norgren Lager 157 Ski Team      |
| Toblach-Cortina        | 50km    | Italien   | Tord Asle Gjerdalen Team Santander | Britta Johansson Norgren Lager 157 Ski Team      |
| Jizerská padesátka     | 50km    | Tjeckien  | Morten Eide Pedersen Team BN Bank  | Britta Johansson Norgren Lager 157 Ski Team      |
| Vasaloppet             | 90km    | Sverige   | Andreas Nygaard Team Santander     | Lina Korsgren Team Åre Längdskidklubb            |
| Birkebeinerrennet      | 54km    | Norge     | Andreas Nygaard Team Santander     | Justyna Kowalczyk Team Trentino Robinson Trainer |
| Reistadløpet           | 54km    | Norge     | Tord Asle Gjerdalen Team Santander | Masako Ishida Team United Bakeries               |
| Ylläs-Levi             | 70km    | Finland   | Andreas Nygaard Team Santander     | Astrid Øyre Slind Team United Bakeries           |

## Säsong IX 2018/19
| Lopp                   | Distans | Land      | Segrare Herrar                     | Segrare Damer                                    |
| ---------------------- | ------- | --------- | ---------------------------------- | ------------------------------------------------ |
| Pro Team Tempo         | 15km    | Schweiz   | Team Kaffebryggeriet               | Lager 157 Ski Team                               |
| La Sgambeda            | 35km    | Italien   | Øystein Pettersen Team BN Bank     | Britta Johansson Norgren Lager 157 Ski Team      |
| Kaiser Maximilian Lauf | 60km    | Österrike | Petter Eliassen Team BN Bank       | Britta Johansson Norgren Lager 157 Ski Team      |
| La Diagonela           | 65km    | Schweiz   | Andreas Nygaard Team Ragde Eiendom | Kateřina Smutná ED System Bauer Team             |
| Marcialonga            | 70km    | Italien   | Petter Eliassen Team BN Bank       | Britta Johansson Norgren Lager 157 Ski Team      |
| Jizerská padesátka     | 50km    | Tjeckien  | Andreas Nygaard Team Ragde Eiendom | Lina Korsgren Team Ramudden                      |
| Vasaloppet             | 90km    | Sverige   | Tore Bjørseth Berdal Team Koteng   | Britta Johansson Norgren Lager 157 Ski Team      |
| Engadin Ski Marathon   | 42km    | Schweiz   | Dario Cologna                      | Natalie Von Siebenthal                           |
| Birkebeinerrennet      | 54km    | Norge     | Petter Eliassen Team BN Bank       | Justyna Kowalczyk Team Trentino Robinson Trainer |
| Reistadløpet           | 54km    | Norge     | Mikael Gunnulfsen Team Telemark    | Astrid Øyre Slind Team Koteng                    |
| Ylläs-Levi             | 70km    | Finland   | Andreas Nygaard Team Ragde Eiendom | Astrid Øyre Slind Team Koteng                    |

## Säsong X 2019/20
| Lopp                   | Distans | Land      | Segrare Herrar                     | Segrare Damer                               |
| ---------------------- | ------- | --------- | ---------------------------------- | ------------------------------------------- |
| Pro Team Tempo         | 15km    | Schweiz   | Team Ragde Eiendom                 | Lager 157 Ski Team                          |
| Individual Prologue    | 35km    | Italien   | Emil Persson Lager 157 Ski Team    | Britta Johansson Norgren Lager 157 Ski Team |
| La Venosta             | 35km    | Italien   | Ermil Vokuev Russian Winter Team   | Astrid Øyre Slind Team Koteng               |
| Kaiser Maximilian Lauf | 60km    | Österrike | Emil Persson Lager 157 Ski Team    | Lina Korsgren Team Ramudden                 |
| La Diagonela           | 65km    | Schweiz   | Chris Andre Jespersen Team Koteng  | Astrid Øyre Slind Team Koteng               |
| Marcialonga            | 70km    | Italien   | Tore Bjørseth Berdal Team Koteng   | Kari Vikhagen Gjeitnes Team Koteng          |
| Toblach-Cortina        | 50km    | Italien   | Andreas Nygaard Team Ragde Eiendom | Britta Johansson Norgren Lager 157 Ski Team |
| Jizerská padesátka     | 50km    | Tjeckien  | Andreas Nygaard Team Ragde Eiendom | Britta Johansson Norgren Lager 157 Ski Team |
| Vasaloppet             | 90km    | Sverige   | Petter Eliassen Team Ragde Eiendom | Lina Korsgren Team Ramudden                 |

## Säsong XI 2020/21
| Lopp               | Distans | Land     | Segrare Herrar                     | Segrare Damer                     |
| ------------------ | ------- | -------- | ---------------------------------- | --------------------------------- |
| La Diagonela       | 54km    | Schweiz  | Oskar Kardin Team Ragde Eiendom    | Jenny Larsson Team Ramudden       |
| Toblach-Cortina    | 40km    | Italien  | Ermil Vokuev Russian Winter Team   | Lina Korsgren Team Ramudden       |
| Marcialonga        | 70km    | Italien  | Emil Persson Lager 157 Ski Team    | Lina Korsgren Team Ramudden       |
| Jizerská padesátka | 50km    | Tjeckien | Emil Persson Lager 157 Ski Team    | Lina Korsgren Team Ramudden       |
| Vasaloppet         | 90km    | Sverige  | Tord Asle Gjerdalen Team XPND      | Lina Korsgren Team Ramudden       |
| Vålådalsrennet     | 54km    | Sverige  | Emil Persson Lager 157 Ski Team    | Ebba Andersson Lager 157 Ski Team |
| Tåssåsen Criterium | 54km    | Sverige  | Emil Persson Lager 157 Ski Team    | Lina Korsgren Team Ramudden       |
| Årefjällsloppet    | 100km   | Sverige  | Andreas Nygaard Team Ragde Eiendom | Lina Korsgren Team Ramudden       |

## Säsong XII 2021/22
| Lopp                               | Distans | Land     | Segrare Herrar                | Segrare Damer                    |
| ---------------------------------- | ------- | -------- | ----------------------------- | -------------------------------- |
| Orsa Grönklitt Pro Team Tempo      | 15km    | Sverige  |                               |                                  |
| Orsa Grönklitt Individual Prologue | 45km    | Sverige  | Emil Persson Sverige          | Astrid Øyre Slind Norge          |
| Tre Cime Criterium                 | 48km    | Italien  |                               |                                  |
| Misurina Individual Tempo          | 15km    | Italien  |                               |                                  |
| La Venosta                         | 45km    | Italien  |                               |                                  |
| Reschenseerennen                   | 50km    | Italien  |                               |                                  |
| Engadin La Diagonela               | 55km    | Schweiz  | Kaspar Stadaas Norge          | Ida Dahl Sverige                 |
| Marcialonga                        | 70km    | Italien  | Ermil Vokuev Ryssland         | Ida Dahl Sverige                 |
| Jizerská padesátka                 | 50km    | Tjeckien | Andreas Nygaard Norge         | Ida Dahl Sverige                 |
| Tartu Maraton                      | 63km    | Estland  | Emil Persson Sverige          | Britta Johansson Norgren Sverige |
| Vasaloppet                         | 90km    | Sverige  | Andreas Nygaard Norge         | Astrid Øyre Slind Norge          |
| Birkebeinerrennet                  | 54km    | Norge    | Andreas Nyggard Norge         | Astrid Øyre Slind Norge          |
| Årefjällsloppet                    | 100km   | Sverige  | Kasper Stadaas Norge          | Astrid Øyre Slind Norge          |
| Reistadløpet                       | 54km    | Norge    | Martin Løwstrøm Nyenget Norge | Ebba Andersson Sverige           |
| Ylläs-Levi                         | 70km    | Finland  | Emil Persson Sverige          | Britta Johansson Norgren Sverige |

## Totalsegrare

### Champion Competition Herrar
| År   | Säsong | 1:a                                 | 2:a                                     | 3:a                                     |
| 2025 | XVI    | Ole Jørgen Bruvoll Team Engcon      | Johan Tjelle Team Engcon                | Amund Hoel Team Engcon                  |
| 2024 | XV     | Johan Hoel Team Ragde Charge        | Kasper Stadaas Team Ragde Charge        | Andreas Nygaard Team Ragde Charge       |
| 2023 | XIV    | Emil Persson Lager 157 Ski Team     | Andreas Nygaard Team Ragde Charge       | Max Novak Team Aker Daehlie             |
| 2022 | XII    | Andreas Nygaard Team Ragde Charge   | Emil Persson Lager 157 Ski Team         | Max Novak Team Ramudden                 |
| 2021 | XI     | Emil Persson Lager 157 Ski Team     | Tord Asle Gjerdalen Team XPND           | Oskar Kardin Team Ragde Eiendom         |
| 2020 | X      | Andreas Nygaard Team Ragde Eiendom  | Tord Asle Gjerdalen Team Ragde Eiendom  | Stian Hoelgaard Team Koteng             |
| 2019 | IX     | Andreas Nygaard Team Ragde Eiendom  | Petter Eliassen Team BN Bank            | Tord Asle Gjerdalen Team Ragde Eiendom  |
| 2018 | VIII   | Tord Asle Gjerdalen Team Santander  | Andreas Nygaard Team Santander          | Morten Eide Pedersen Team BN Bank       |
| 2017 | VII    | Tord Asle Gjerdalen Team Santander  | Petter Eliassen Team Leaseplan          | Andreas Nygaard Team Santander          |
| 2016 | VI     | Petter Eliassen Team Leaseplan      | Tord Asle Gjerdalen Team Santander      | John Kristian Dahl Team United Bakeries |
| 2015 | V      | Petter Eliassen Team Leaseplan      | Anders Aukland Team Santander           | Tord Asle Gjerdalen Team Santander      |
| 2014 | IV     | Johan Kjølstad Team United Bakeries | John Kristian Dahl Team United Bakeries | Simen Østensen Team Centric             |
| 2013 | III    | Anders Aukland Team Xtra Personell  | Jörgen Aukland Team Xtra Personell      | Stanislav Řezáč Team Xtra Personell     |
| 2012 | II     | Anders Aukland Team Xtra Personell  | Stanislav Řezáč Patria Direct Team      | Jörgen Brink Team United Bakeries       |
| 2011 | I      | Stanislav Řezáč Patria Direct Team  | Jerry Ahrlin Team Xtra Personell        | Anders Aukland Team Xtra Personell      |

### Champion Competition Damer
| År   | Säsong | 1:a                                         | 2:a                                | 3:a                                    |
| 2025 | XVI    | Anikken Gjerde Alnæs Team Engcon            | Emilie Fleten Team Ramudden        | Stina Nilsson Team Ragde Charge        |
| 2024 | XV     | Emilie Fleten Team Ramudden                 | Kati Roivas Team Eksjö hus         | Magni Smedås Team Eksjö hus            |
| 2023 | XIV    | Ida Dahl Team Engcon                        | Magni Smedås Team Eksjö hus        | Emilie Fleten Team Ramudden            |
| 2022 | XII    | Britta Johansson Norgren Lager 157 Ski Team | Ida Dahl Team Ramudden             | Astrid Øyre Slind Team Koteng          |
| 2021 | XI     | Lina Korsgren Team Ramudden                 | Ida Dahl Team Ramudden             | Emilie Fleten Team Koteng              |
| 2020 | X      | Britta Johansson Norgren Lager 157 Ski Team | Kari Vikhagen Gjeitnes Team Koteng | Kateřina Smutná ED System Bauer Team   |
| 2019 | IX     | Britta Johansson Norgren Lager 157 Ski Team | Astrid Øyre Slind Team Koteng      | Kateřina Smutná ED System Bauer Team   |
| 2018 | VIII   | Britta Johansson Norgren Lager 157 Ski Team | Kateřina Smutná Bauer Ski Team     | Lina Korsgren Team Åre Längdskidklubb  |
| 2017 | VII    | Britta Johansson Norgren Lager 157 Ski Team | Kateřina Smutná Team Santander     | Astrid Øyre Slind Team United Bakeries |
| 2016 | VI     | Britta Johansson Norgren Lager 157 Ski Team | Seraina Boner Team Exspirit        | Kateřina Smutná Team Santander         |
| 2015 | V      | Kateřina Smutná Silvini Madshus Team        | Seraina Boner Team Coop            | Britta Johansson Norgren Team SkiProAM |
| 2014 | IV     | Seraina Boner Team Coop                     | Laila Kveli Team Centric           | Susanne Nyström Team Centric           |
| 2013 | III    | Seraina Boner Team Coop                     | Laila Kveli Team Xtra Personell    | Jenny Hansson Team Coop                |
| 2012 | II     | Jenny Hansson Team Exspirit                 | Susanne Nyström Team Exspirit      | Seraina Boner Team Exspirit            |
| 2011 | I      | Seraina Boner Engadin Skimarathon Team      | Jenny Hansson Team Exspirit        | Susanne Nyström Team Exspirit          |

### Sprint Competition Herrar
| År   | Säsong | 1:a                                     |
| 2025 | XVI    | Vebjøen Moen Team Eksjö hus             |
| 2024 | XV     | Amund Hoel Team Engcon                  |
| 2023 | XIV    | Alfred Buskqvist Team Ramudden          |
| 2022 | XII    | Stian Berg Team Kaffebryggeriet         |
| 2021 | XI     | Emil Persson Lager 157 Ski Team         |
| 2020 | X      | Stian Berg Team Kaffebryggeriet         |
| 2019 | IX     | Anton Karlsson Lager 157 Ski Team       |
| 2018 | VIII   | Anton Karlsson Lager 157 Ski Team       |
| 2017 | VII    | Andreas Nygaard Team Santander          |
| 2016 | VI     | Andreas Nygaard Team Santander          |
| 2015 | V      | Øystein Pettersen Team United Bakeries  |
| 2014 | IV     | John Kristian Dahl Team United Bakeries |
| 2013 | III    | Simen Østensen Team Xtra Personell      |
| 2012 | II     | Stanislav Řezáč Patria Direct Team      |
| 2011 | I      | Jerry Ahrlin Team Xtra Personell        |

### Sprint Competition Damer
| År   | Säsong | 1:a                                         |
| 2025 | XVI    | Anikken Gjerde Alnæs Team Engcon            |
| 2024 | XV     | Emilie Fleten Team Ramudden                 |
| 2023 | XIV    | Anikken Gjerde Alnæs Team Radge Charge      |
| 2022 | XII    | Britta Johansson Norgren Lager 157 Ski Team |
| 2021 | XI     | Lina Korsgren Team Ramudden                 |
| 2020 | X      | Lina Korsgren Team Ramudden                 |
| 2019 | IX     | Britta Johansson Norgren Lager 157 Ski Team |
| 2018 | VIII   | Britta Johansson Norgren Lager 157 Ski Team |
| 2017 | VII    | Britta Johansson Norgren Lager 157 Ski Team |

### Climb Competition Herrar
| År   | Säsong | 1:a                                       |
| 2025 | XVI    | Axel Jutterström Team Eksjö hus           |
| 2024 | XV     | Johan Hoel Team Ragde Charge              |
| 2023 | XIV    | Johan Hoel Team Ragde Charge              |
| 2022 | XII    | Tord Asle Gjerdalen Team XPND Fuel        |
| 2021 | XI     | Ermil Vokuev Russian Winter Team          |
| 2020 | X      | Morten Eide Pedersen Team Kaffebryggeriet |
| 2019 | IX     | Morten Eide Pedersen Team BN Bank         |
| 2018 | VIII   | Morten Eide Pedersen Team BN Bank         |

### Climb Competition Damer
| År   | Säsong | 1:a                                         |
| 2025 | XVI    | Emilie Fleten Team Ramudden                 |
| 2024 | XV     | Emilie Fleten Team Ramudden                 |
| 2023 | XIV    | Ida Dahl Team Engcon                        |
| 2022 | XII    | Astrid Øyre Slind Team Koteng               |
| 2021 | XI     | Lina Korsgren Team Ramudden                 |
| 2020 | X      | Britta Johansson Norgren Lager 157 Ski Team |
| 2019 | IX     | Astrid Øyre Slind Team Koteng               |
| 2018 | VIII   | Britta Johansson Norgren Lager 157 Ski Team |

### Youth Competition Herrar
| År   | Säsong | 1:a                                 |
| 2025 | XVI    | Jeremy Royer Team Eksjö hus         |
| 2024 | XV     | Thomas Ødegaarden Team Eksjö hus    |
| 2023 | XIV    | Amund Riege Team Ramudden           |
| 2022 | XII    | Max Novak Team Ramudden             |
| 2021 | XI     | Emil Persson Lager 157 Ski Team     |
| 2020 | X      | Max Novak Team Ramudden             |
| 2019 | IX     | Torleif Syrstad Team Koteng         |
| 2018 | VIII   | Oskar Kardin Team Santander         |
| 2017 | VII    | Stian Hoelgaard Team Leaseplan      |
| 2016 | VI     | Stian Hoelgaard Team Leaseplan      |
| 2015 | V      | Anders Høst Team Leaseplan          |
| 2014 | IV     | Christoffer Callesen Team Leaseplan |
| 2013 | III    | Morten Eide Pedersen Team Coop      |
| 2012 | II     | Morten Eide Pedersen Team Birken    |
| 2011 | I      | Morten Eide Pedersen Team Birken    |

### Youth Competition Damer
| År   | Säsong | 1:a                                    |
| 2025 | XVI    | Louise Lindström Team Eksjö hus        |
| 2024 | XV     | Karolina Hedenström Lager 157 Ski Team |
| 2023 | XIV    | Karolina Hedenström Lager 157 Ski Team |
| 2022 | XII    | Ida Dahl Team Ramudden                 |
| 2021 | XI     | Ida Dahl Team Ramudden                 |
| 2020 | X      | Ida Dahl Team Ramudden                 |
| 2019 | IX     | Sofie Elebro Team Ragde Eiendom        |
| 2018 | VIII   | Evelina Bångman Team Mäenpää           |
| 2017 | VII    | Evelina Bångman Team SkiProAm          |
| 2016 | VI     | Emilia Lindstedt Team SkiProAm         |
| 2015 | V      | Tone Sundvor Team Synnfjell            |
| 2014 | IV     | Tuva Toftdahl Staver Team Coop         |
| 2013 | III    | Laila Kveli Team Xtra Personell        |
| 2012 | II     | Laila Kveli Team Xtra Personell        |
| 2011 | I      | Laila Kveli Team Xtra Personell        |

### Pro Team Competition
| År   | Säsong | 1:a                  | 2:a                  | 3:a                  |
| 2025 | XVI    | Team Eksjö hus       | Team Engcon          | Team Ramudden        |
| 2024 | XV     | Team Eksjö hus       | Team Ramudden        | Team Ragde Charge    |
| 2023 | XIV    | Team Aker Daehlie    | Lager 157 Ski Team   | Team Ramudden        |
| 2022 | XII    | Team Ramudden        | Lager 157 Ski Team   | Team Ragde Charge    |
| 2021 | XI     | Team Ramudden        | Lager 157 Ski Team   | Team Ragde Eiendom   |
| 2020 | X      | Team Ragde Eiendom   | Lager 157 Ski Team   | Team Koteng          |
| 2019 | IX     | Team Koteng          | Team Ragde Eiendom   | Lager 157 Ski Team   |
| 2018 | VIII   | Team Santander       | Lager 157 Ski Team   | Team Koteng          |
| 2017 | VII    | Team Santander       | Lager 157 Ski Team   | Team United Bakeries |
| 2016 | VI     | Team Santander       | Team United Bakeries | Team Exspirit        |
| 2015 | V      | Team Santander       | Team United Bakeries | Team Coop            |
| 2014 | IV     | Team United Bakeries | Team Centric         | Team Coop            |
| 2013 | III    | Team Xtra Personell  | Team Coop            | Team United Bakeries |
| 2012 | II     | Team Xtra Personell  | Team Exspirit        | Team United Bakeries |
| 2011 | I      | Team Xtra Personell  | Team Exspirit        | Team United Bakeries |

## Ski Classics Legends
Atleter som vunnit minst fem enskilda Pro Tour Event klassas som Ski Classics Legends of the sport. 
| Vinster | Födelseår | Legend                                      |
| 25      | 1983      | Britta Johansson Norgren Lager 157 Ski Team |
| 19      | 1990      | Andreas Nygaard Team Ragde Charge           |
| 18      | 1995      | Emil Persson Lager 157 Ski Team             |
| 16      | 1972      | Anders Aukland Team Ragde Charge            |
| 15      | 1988      | Astrid Øyre Slind Team Koteng               |
| 15      | 1982      | Seraina Boner Team Exspirit                 |
| 14      | 1973      | Stanislav Řezáč Patria Direct Team          |
| 13      | 1985      | Petter Eliassen Team Ragde Eiendom          |
| 12      | 1983      | Tord Asle Gjerdalen Team XPND               |
| 11      | 1996      | Ida Dahl Team Engcon                        |
| 11      | 1983      | Kateřina Smutná ED System Bauer Team        |
| 10      | 1988      | Lina Korsgren Team Ramudden                 |
| 8       | 1992      | Emilie Fleten Team XPND                     |
| 8       | 1975      | Jørgen Aukland Team Xtra Personell          |
| 7       | 1976      | Oskar Svärd                                 |
| 7       | 1980      | Jenny Grip                                  |
| 7       | 1994      | Kasper Stadaas Team Ragde Charge            |
| 6       | 1983      | Justyna Kowalczyk Team Santander            |
| 6       | 1978      | Jerry Ahrlin Team Xtra Personell            |
| 5       | 1981      | John Kristian Dahl Team United Bakeries     |
| 5       | 1981      | Sandra Hansson Team United Bakeries         |
| 5       | 1976      | Daniel Tynell                               |
| 5       | 1995      | Magni Smedås Team Eksjö hus                 |